# Софиевка (Первомайский район)
Софиевка (укр. Софіївка) — село в Первомайском районе Николаевской области Украины.
Основано в 1867 году. Население по переписи 2001 года составляло 1343 человек. Почтовый индекс — 55253. Телефонный код — 5161. Занимает площадь 0,001 км².

## Местный совет
55253, Николаевская обл., Первомайский р-н, с. Софиевка, ул. Ленина, 26